# 성주군의회
성주군의회는 경상북도 성주군 지역을 관할하는 기초의회이다.